# Nico van Kampen
Nicolaas Godfried van Kampen (genannt Nico van Kampen, meist als N. G. van Kampen zitiert; * 22. Juni 1921 in Leiden; † 6. Oktober 2013 in Nieuwegein) war ein niederländischer theoretischer Physiker, der sich mit statistischer Physik beschäftigte.

## Karriere
Van Kampen studierte an der Universität Leiden, wo er 1952 bei Hendrik Anthony Kramers promoviert wurde (Contributions to the quantum theory of light scattering), wobei die Dissertation am Niels Bohr Institut in Kopenhagen entstand. Er war Professor für theoretische Physik an der Universität Utrecht, wo er seit 1955 tätig war.
1952/53 war er am Institute for Advanced Study.
Van Kampen lieferte fundamentale Beiträge zur statistischen Mechanik von Nichtgleichgewichtsprozessen (unter anderem zur Mastergleichung) und in der Vielteilchentheorie (besonders in der Plasmaphysik). Seine Beschäftigung mit Nichtgleichgewichtsprozessen begann schon in der Gruppe von S. R. de Groot (dem Nachfolger von Kramers) in Leiden 1953.
Er war seit 1973 Mitglied der Königlich Niederländischen Akademie der Wissenschaften.
Der Nobelpreisträger Gerardus ’t Hooft ist ein Neffe van Kampens.

## Schriften
- Views of a physicist. Selected papers of N. G. van Kampen, World Scientific 2000 (Herausgeber Paul H. E. Meijer)
- Stochastic processes in physics and chemistry, North Holland 1981, 3. Auflage, 2007, ISBN 0-444-89349-0
- mit B. U. Felderhof: Theoretical methods in plasma physics, North Holland 1967, ISBN 0-7204-0120-8
- Entropie, Plus Lucis, 1997